# 1945-ös magyar úszóbajnokság
Az 1945-ös magyar úszóbajnokságot – amely a 47. magyar bajnokság volt – néhány szám kivételével augusztusban rendezték meg Budapesten.

## Eredmények

### Férfiak
| Versenyszám                        | Arany                                                                  | Arany   | Ezüst                                                                 | Ezüst   | Bronz                                                         | Bronz   |
| ---------------------------------- | ---------------------------------------------------------------------- | ------- | --------------------------------------------------------------------- | ------- | ------------------------------------------------------------- | ------- |
| 100 m gyorsúszás augusztus 20.     | Tátos Nándor Ferencvárosi TC                                           | 1:01,8  | Szathmáry Elemér Újpesti TE                                           | 1:02,4  | Csuvik Oszkár Vasas                                           | 1:03,4  |
| 200 m gyorsúszás augusztus 17.     | Tátos Nándor Ferencvárosi TC                                           | 2:19,8  | Szathmáry Elemér Újpesti TE                                           | 2:22,0  | Kovács Ferencvárosi TCKőrösi István Újpesti TE                | 2:23,0  |
| 400 m gyorsúszás augusztus 18.     | Tátos Nándor Ferencvárosi TC                                           | 5:13,2  | Hasznos István Szolnoki MÁV                                           | 5:18,2  | Kőrösi István Újpesti TE                                      | 5:32,4  |
| 800 m gyorsúszás szeptember, Eger  | Kádas Géza Egri Barátság                                               | 10:40,0 | Válent Gyula Egri Barátság                                            | 11:40,0 | Kalapács István Egri Barátság                                 |         |
| 1500 m gyorsúszás szeptember 15.   | Tátos Nándor Ferencvárosi TC                                           | 21:23,8 | Hasznos István Szolnoki MÁV                                           | 21:41,2 | Lemhényi Dezső Újpesti TE                                     | 23:03,8 |
| 100 m hátúszás augusztus 17.       | Válent Gyula Egri Barátság                                             | 1:13,4  | Galambos Tibor Újpesti TE                                             | 1:17,4  | Szívós István Vasas                                           | 1:19,8  |
| 200 m hátúszás augusztus 18.       | Válent Gyula Egri Barátság                                             | 2:43,6  | Galambos Tibor Újpesti TE                                             | 2:49,7  | Szívós István Vasas                                           | 3:03,0  |
| 100 m mellúszás augusztus 17.      | Németh Sándor Csepeli MTK                                              | 1:14,6  | Hasznos István Szolnoki MÁV                                           | 1:16,4  | Szegedi Sándor Vasas                                          | 1:17,0  |
| 200 m mellúszás augusztus 18.      | Németh Sándor Csepeli MTK                                              | 2:51,8  | Szegedi Sándor Vasas                                                  | 2:52,9  | Siklósi Pál KASE                                              | 3:05,8  |
| 4 × 100 m gyorsváltó               | Újpesti TE Zólyomi Gyula Holba Szathmáry Elemér Kőrösi István          | 4:15,8  | Ferencvárosi TC Kovács Szuchy Ferenc Demjén Ottó Tátos Nándor         |         | MMUE                                                          |         |
| 4 × 200 m gyorsváltó augusztus 20. | Újpesti TE Galambos Tibor Zólyomi Gyula Kőrösi István Szathmáry Elemér | 9:57,3  | Egri Barátság Kalapács István Kádas Géza Baranyai György Válent Gyula | 10:26,0 | Ferencvárosi TC Demjén Ottó Kovács Szuchy Ferenc Tátos Nándor | 10:34,6 |
| 400 m vegyes váltó szeptember 15.  | Újpesti TE Galambos Tibor Kerényi Szathmáry Elemér                     | 5:26,0  | Vasas Csuvik Oszkár Szegedi Sándor Somhegyi                           | 5:28,2  | Ferencvárosi TC Szuchy Ferenc Demjén Ottó Tátos Nándor        |         |

### Nők
| Versenyszám                        | Arany                                                  | Arany      | Ezüst                                        | Ezüst  | Bronz                           | Bronz  |
| ---------------------------------- | ------------------------------------------------------ | ---------- | -------------------------------------------- | ------ | ------------------------------- | ------ |
| 100 m gyorsúszás augusztus 17.     | Novák Ilona MMUE                                       | 1:14,0     | Vámos Adél Újpesti TE                        | 1:16,8 | Littomeritzky Mária Szegedi MTE | 1:17,2 |
| 200 m gyorsúszás augusztus 20.     | Novák Ilona MMUE                                       | 2:48,0     | Nádor Zsuzsa Újpesti TEVámos Adél Újpesti TE | 2:51,0 |                                 |        |
| 400 m gyorsúszás augusztus 18.     | Novák Ilona MMUE                                       | 6:04,4     | Nádor Zsuzsa Újpesti TE                      | 6:10,8 | Vámos Adél Újpesti TE           | 6:11,0 |
| 100 m hátúszás augusztus 20.       | Novák Ilona MMUE                                       | 1:19,8     | Vámos Adél Újpesti TE                        | 1:30,0 | Felhős Magda MMUE               | 1:32,0 |
| 200 m mellúszás augusztus 18.      | Székely Éva Ujpesti TE                                 | 3:09,2 ocs | Novák Éva MMUE                               | 3:20,8 | Somhegyi Zsuzsa CSMTK           |        |
| 4 × 100 m gyorsváltó augusztus 17. | Újpesti TE Lőrincz Székely Éva Nádor Zsuzsa Vámos Adél | 5:14,2     | MMUE                                         | 5:20,0 | Újpesti TE                      | 5:26,0 |